# Daniel Bilger
Daniel Bilger (* 8. Oktober 1713 in Chur; † 27. März 1792 ebenda) war ein Schweizer reformierter Pfarrer und Pädagoge.

## Leben
Daniel Bilger wurde am 8. Oktober 1713 zu Chur geboren, besuchte ab 1728 eine Schule ebendort und begann das Studium der Theologie an der Universität Basel im Jahr 1732. Im nächsten Jahr setzte er das Studium an der Universität Heidelberg fort. 1735 wurde er in die evangelisch-rätische Synode aufgenommen und übernahm sogleich die Pfarrstelle in Maladers. Zwei Jahre später wechselte er nach Nufenen, wo er bis 1740 tätig blieb. Danach wurde er in Haldenstein zum Pfarrer gewählt und war zeitweise auch als Vertretungslehrer in Chur tätig. Später tauschte er das Pfarramt durch die Lehrertätigkeit, so war er an der Lateinschule seit 1747 als Lehrer angestellt. 1752 wechselte er seine Funktionen erneut und wurde Pfarrer in Thusis. Nachdem er diese Tätigkeit drei Jahre lang ausübte, kehrte er sowohl als Katechet sowie als Freiprediger in seine Heimatstadt zurück und widmete sich dort erneut dem Schulwesen. An der Schule, die er auch als Schüler besucht hatte, lehrte er das Schönschreiben in deutscher sowie in lateinischer Sprache und das Lesen von Schriften. Nebenher unterrichtete er auch Katechismus. An der Regulakirche in Chur war Bilger dann seit 1768 als Pfarrer tätig und wechselte 1781 an die Martinskirche. Während der Pfarrtätigkeiten in Chur behielt er auch die Lehrstellen inne. Am 27. März 1792 verstarb er.

## Werke
- Die Liebe zur Wahrheit und zum Frieden. Ueber die Worte Zachariae 8,v.19. So habet nun die Wahrheit und den Frieden lieb! (Chur 1775)
- Das Apostolische, und einer jeden gläubigen Seele Zeugnis von der Auferstehung Jesu Christi. Am Ostermontag vor St. Martin in Chur vorgestellt (Chur 1775)
- Die Herrlichkeit der Stadt Gottes, oder der Kirche Christi. Nach dem gewöhnlichen Text, ueber Psalm 87, V. 3 vorgetragen (Chur 1775)
- Der nützliche Gebrauch der Gerichten Gottes in einer Evangelischen Predigt seinen Zuhörern an St. Martin vorgestellt, Chur, den 14. August 1776 (Chur 1776)
- Jesus der gekreutzigte, die allein seligmachende Gabe Gottes. Bei einer Ehrwürdigen Synodal Versammlung in der ehrs. Gemeind zum Kloster vorgestellt (Chur 1779)